# جانلوکا کونته
جانلوکا کونته (زاده ۲۸ مه ۱۹۶۵) بازیکن سابق فوتبال اهل ایتالیا و دستیار مربی و تحلیلگر کنونی است. او هم اکنون دستیار آنتونیو کونته در باشگاه فوتبال ناپولی است.
او برادر بزرگتر انتونیو کونته است.

## افتخارات

### به عنوان دستیار
باری
- سری بی (۱): ۰۹–۲۰۰۸

یوونتوس
- سری آ (۳): ۱۲–۲۰۱۱، ۱۳–۲۰۱۲، ۱۴–۲۰۱۳
- سوپر جام ایتالیا (۲): ۲۰۱۲، ۲۰۱۳

چلسی
- لیگ برتر انگلستان (۱): ۱۷–۲۰۱۶
- جام حذفی انگلستان (۱): ۱۸–۲۰۱۷

اینترمیلان
- سری آ (۱): ۲۱–۲۰۲۰
- لیگ اروپا: ۲۰–۲۰۱۹ (نایب قهرمان)

ناپولی
- سری آ(۱): ۲۵–۲۰۲۴